# Assamacris longicercus
Assamacris longicercus är en insektsart som först beskrevs av Huang, C. 1981.  Assamacris longicercus ingår i släktet Assamacris och familjen gräshoppor. Inga underarter finns listade i Catalogue of Life.